# Air Foyle HeavyLift
Pour les articles homonymes, voir Foyle.

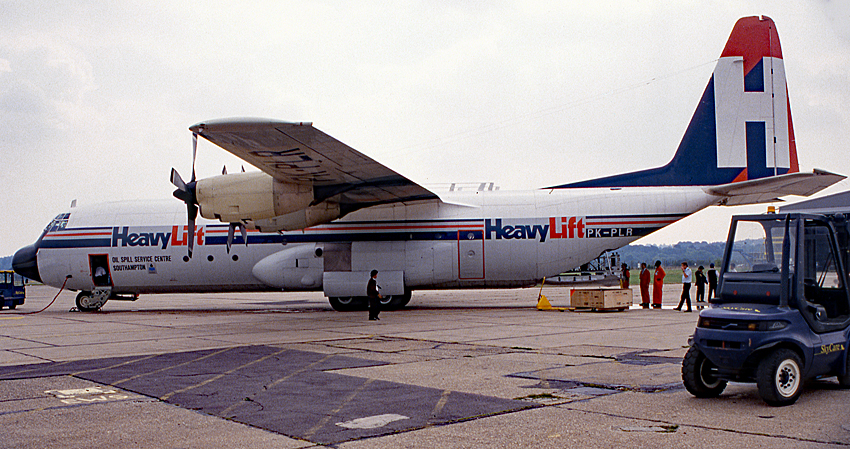
Un Hercules C-130 de Air Foyle HeavyLift à l'aéroport de Southampton en 1993.

Air Foyle HeavyLift était une compagnie aérienne britannique qui fut agent général des ventes de la compagnie Antonov Airlines de 1989 à 2006.